# 伯尔奇凯
伯尔奇凯，是匈牙利托尔瑙州所辖的一个村。总面积58.78平方公里，总人口2869，人口密度48.8人/平方公里（2011年1月1日）。